# Droga wojewódzka 272
Die Droga wojewódzka 272 (DW 272) ist eine 21 Kilometer lange Droga wojewódzka (Woiwodschaftsstraße) in der polnischen Woiwodschaft Kujawien-Pommern, die Laskowice mit Dolna Grupa verbindet. Die Strecke liegt im Powiat Świecki.

## Streckenverlauf
Woiwodschaft Kujawien-Pommern, Powiat Świecki
-  Laskowice (Laskowitz, Lassewitz) (DW 239)
- Lipienki (Lippinken/Lipinken)
- Jeżewo (Jeschewo)
- Nowy Młynek
-  Grupa (Gruppe) (DW 391)
-  Dolna Grupa (Gruppe) (DK 16, DK 91)